# Xenochroma
Xenochroma is een geslacht van vlinders van de familie spanners (Geometridae), uit de onderfamilie Geometrinae.

## Soorten
- X. aetherea (Debauche, 1941)
- X. angulosa Herbulot, 1984
- X. candidata Warren, 1902
- X. dyschlorata (Warren, 1914)
- X. palimpais Prout, 1934
- X. planimargo Prout, 1912
- X. roseimargo Janse, 1935
- X. salsa (Warren, 1897)
- X. silvatica Herbulot, 1984